# V987 Tauri
V987 Tauri eller HD 283572, är en ensam stjärna belägen i den norra delen av stjärnbilden Oxen. Den har en genomsnittlig skenbar magnitud av ca 9 och kräver en kraftig handkikare eller ett mindre teleskop för att kunna observeras. Baserat på olika uppskattningar parallax enligt Gaia Data Release 3 på ca 7,87 mas, beräknas den befinna sig på ett avstånd på ca 414 ljusår (127 parsek) från solen. Den rör sig bort från solen med en heliocentrisk radialhastighet på ca 15 km/s.

## Egenskaper
V987 Tauri är en gul till vit stjärna före huvudserien av spektralklass G5. Den har en massa som är lika med ca 1,6 solmassa, en radie som är ca 2,2 solradier och utsänder energi från dess fotosfär motsvarande ca 5,5 gånger solen vid en effektiv temperatur av ca 5 800 K. Stjärnan är omgiven av en lätt (<0,0004 solmassa) och svag protoplanetarisk skiva med osäker lutning. Olika instrument gav mätningar av skivans lutning mot himlens plan från 35 till 60 grader. En sökning efter planettransiter utfördes 2019 men inga exoplaneter upptäcktes.

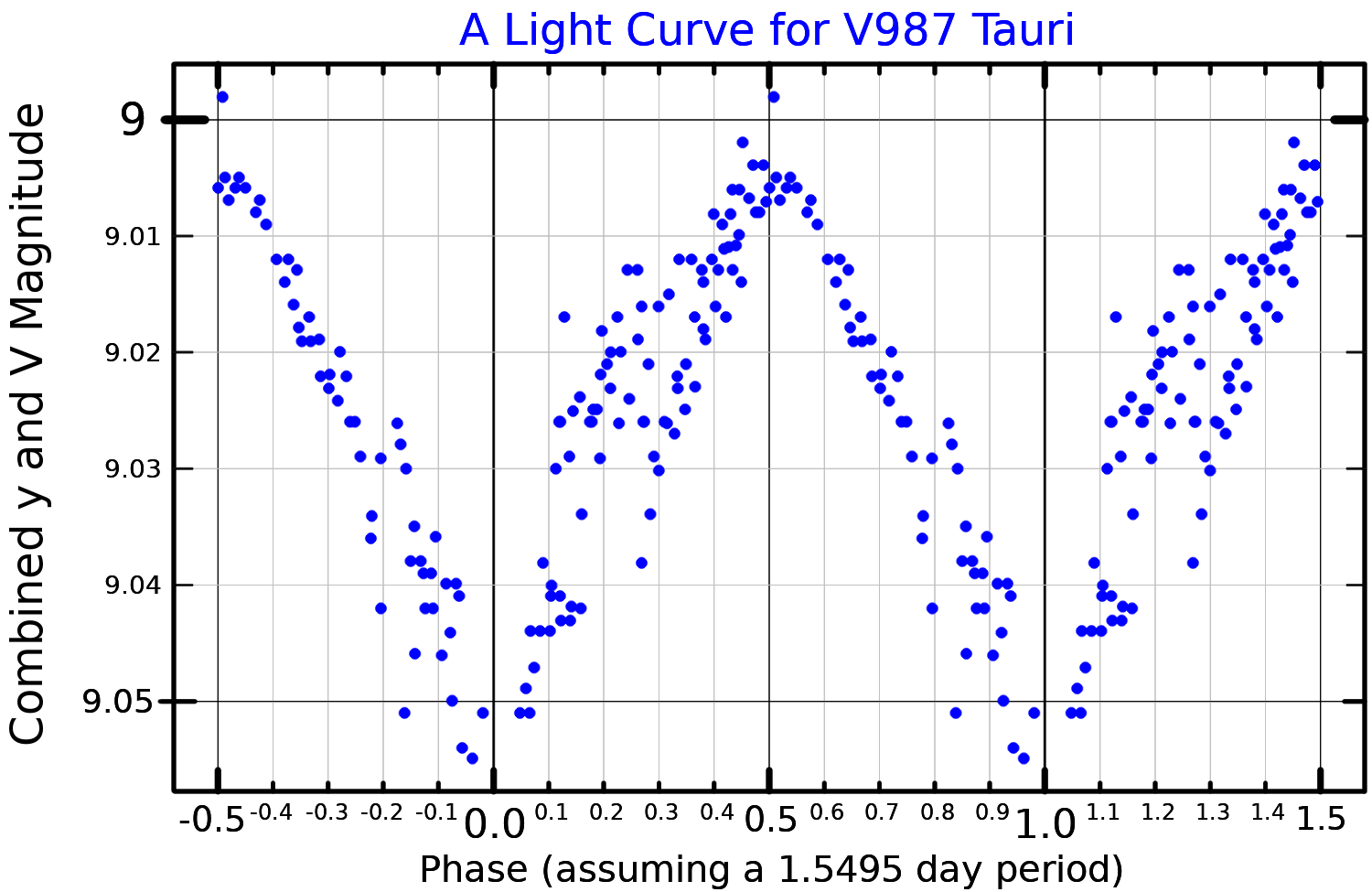
Ljuskurva för V987 Tauri kombinerad av y-bandet (nära infraröd) och visuella bandet, plottad från Strassmeier och Rice (1998).

V987 Tauri är en ung stjärna av T Tauri-typ före huvudserien, som ingår i Oxens molekylmoln. Den är en ganska utvecklad protostjärna som redan spridit dess födelsehölje. Stjärnan avger en mycket hög röntgenstrålning på 1 031 ergs/s, som tillsammans med den magnetiska aktiviteten medför en hög koronal temperatur på 3 kEv och regelbundna flare. Den kommer så småningom att utvecklas till en huvudseriestjärna av spektraltyp A. Den samlar inte längre massa och är magnetiskt frikopplad från resterna av den protoplanetära skivan som genomgår den slutliga, tredje fasen av skivutvecklingen.